# República Popular de Polonia
La República Popular de Polonia (en polaco: Polska Rzeczpospolita Ludowa) fue el Estado socialista que se estableció en Polonia tras la finalización de la Segunda Guerra Mundial. Contó con una población de aproximadamente 37,9 millones cerca del final de su existencia, haciéndolo el segundo país más poblado del Bloque del Este. Fue también uno de los principales signatarios de la alianza conocida como el Pacto de Varsovia. La ciudad más grande, poblada y capital oficial desde 1947 fue Varsovia, seguida por la ciudad industrial de Łódź y la ciudad cultural de Cracovia. El país limitaba con el Mar Báltico al norte, la Unión Soviética al este, la República Socialista Checoslovaca al sur y la Alemania Oriental al oeste.
La República Popular de Polonia fue un estado socialista unipartidista y marxista-leninista que era dirigida por el Partido Obrero Unificado Polaco (PZPR) y el frente popular. El país se llamó "República de Polonia" entre 1947 y 1952 de acuerdo con la Constitución de transición de 1947. El nombre "República Popular" fue dado en la Constitución de 1952.
Desde sus inicios, la República Popular de Polonia se caracterizó por constantes luchas internas por la democracia. A lo largo de su existencia, las dificultades económicas y el malestar social fueron comunes en casi todas las décadas. A pesar de esto, se establecieron algunos logros importantes durante el período de la República Popular de Polonia, como la mejora de las condiciones de vida, la rápida industrialización, la urbanización, el acceso a la atención médica universal y la educación gratuita.
La República Popular de Polonia también implementó políticas que eliminaron la falta de vivienda y establecieron una garantía de empleo.  Como resultado, la población de Polonia casi se duplicó entre 1947 y 1989.
La República Popular de Polonia mantuvo un gran ejército permanente. También recibió tropas soviéticas en su territorio. Sus principales agencias de inteligencia fueron la UB, a la que sucedió la SB.  La organización policial oficial, la Milicia de Ciudadanos (MO), también fue responsable del mantenimiento de la paz y la represión de las protestas.
Ya cerca del final de la Segunda Guerra Mundial las fuerzas del Ejército Alemán fueron expulsadas del territorio polaco gracias al avance del Ejército Rojo de la Unión Soviética. La conferencia de Yalta sancionó la formación provisional de un gobierno de coalición procomunista polaco. Muchos fueron los polacos que vieron en este acuerdo una traición, además de ser dicha solución una forma para contentar al líder soviético Iósif Stalin. El nuevo gobierno establecido en Varsovia fue incrementando su poder y al cabo de los dos primeros años el Partido Obrero Unificado de Polonia (PZPR/POUP), bajo el mando de Bolesław Bierut, tomó el control del país que se convirtió así en parte de la esfera de influencia  del nuevo poder soviético en el este de Europa al finalizar la Segunda Guerra Mundial.
Tras la muerte de Stalin en 1953 se produjo en Europa del Este una época de deshielo permitiendo el gobierno de una facción más liberal de los comunistas polacos dirigidos por Władysław Gomułka. Polonia disfrutó de un período de relativa estabilidad en la siguiente década, pero a mediados de los 60, comenzaron a aumentar las dificultades económicas y políticas. En diciembre de 1970, el gobierno anunció sorpresivamente fuertes incrementos en los precios de los alimentos básicos en un intento por evitar el colapso económico. A todo esto siguió una oleada de movilizaciones populares contra dichos incrementos por lo cual el gobierno introdujo un nuevo programa económico que produjo un inmediato ascenso en los niveles de vida, pero que duró poco tiempo al desarrollarse la crisis del petróleo de 1973. En la década de 1970 el gobierno de Edward Gierek fue forzado finalmente a subir los precios lo que llevó a una nueva oleada de protestas públicas.
Este ciclo se interrumpió con el nombramiento en 1978 de Karol Wojtyła como papa Juan Pablo II. Este nombramiento inesperado tuvo un efecto electrizante sobre la oposición al comunismo en Polonia. A principios de agosto de 1980, una nueva oleada de manifestaciones liderada por el electricista Lech Wałęsa, entre otros, fundador del sindicato independiente "Solidaridad", forzó al gobierno de Wojciech Jaruzelski a declarar la ley marcial en diciembre de 1981 llevando a prisión a la mayoría de los líderes de la oposición. Sin embargo, el cambio ya era inevitable. Con las reformas de Mijaíl Gorbachov en la Unión Soviética, el aumento de la presión de la Iglesia católica y de los sindicatos, junto a la masiva deuda externa, el gobierno de los comunistas se vio obligado a negociar con la oposición. En 1988, la Mesa de Negociaciones alteró radicalmente la estructura del gobierno polaco y de su sociedad. En abril de 1989, Solidaridad  fue legalizada y se le permitió participar en las siguientes elecciones. Sus candidatos obtuvieron la victoria. En 1990, Jaruzelski renunció a su mandato. Le sucedió Lech Wałęsa en diciembre. Hacia finales de agosto del siguiente año, ya se había formado el gobierno de Solidaridad, y en diciembre Wałęsa fue elegido presidente transformándose la República Popular de Polonia en la actual República de Polonia.

## Creación de la República Popular de Polonia (1945-1956)

Fronteras viejas y nuevas de Polonia en 1945 (Reparto polaco-soviético de Prusia Oriental).

### Devastación de la guerra
Polonia sufrió enormes pérdidas durante la Segunda Guerra Mundial. Si en 1939 Polonia tenía 35,1 millones de habitantes,  al final de la guerra solo tenía 19.1 millones en el interior de sus fronteras, y el primer censo posterior a la guerra, de febrero de 1946, reflejó solo 23,9 millones. Cerca de unos 6 millones de ciudadanos polacos, un 21,4% aproximadamente, murió entre 1939 y 1945. Más de un 80 por ciento de la capital de Polonia fue destruida durante el cerco de Varsovia. Polonia, que era todavía una sociedad básicamente agraria en relación con el resto de las naciones occidentales, sufrió un daño catastrófico en sus infraestructuras durante la guerra y padeció un fuerte retraso industrial en el tiempo posterior a la guerra. Las pérdidas en recursos nacionales e infraestructuras ascendieron a un 30 % del potencial anterior a la guerra.
La realización de la inmensa labor de reconstrucción del país se vio lastrada por las dificultades del nuevo gobierno para adquirir una base estable para un nuevo poder centralizado, complicado además por la desconfianza de una parte considerable de la sociedad hacia el nuevo régimen y por las disputas sobre las nuevas fronteras posteriores a la guerra, que no llegaron a establecerse firmemente hasta mediados de 1945. En 1947 la influencia soviética fue la causa de que el Gobierno polaco rechazara el Plan Marshall financiado por Estados Unidos. En 1949 Polonia pasó a formar parte del Consejo de Ayuda Mutua Económica, organización internacional de economías socialistas que dominaba la Unión Soviética.

### Consolidación del poder socialista (1945-1948)

El manifiesto del PKWN, publicado el.

Incluso antes de que el Ejército Rojo entrara en Polonia, la Unión Soviética persiguió el objetivo estratégico de eliminar a las organizaciones armadas anticomunistas. En 1943, tras la Masacre de Katyn, Stalin mantuvo intensas relaciones con el gobierno polaco en el exilio establecido en Londres, pero para apaciguar al gobierno británico y estadounidense, la Unión Soviética acordó en la conferencia de Yalta formar una coalición compuesta por el Partido Obrero Polaco, miembro del prooccidental Gobierno polaco en el exilio, y miembros de la "Armia Krajowa", movimiento de resistencia, así como permitir la celebración de unas elecciones libres.
Desde un principio la decisión de Yalta favoreció a los comunistas, que disfrutaron del soporte de la Unión Soviética, elevada moral, control de los ministerios principales, como los servicios de seguridad, etc. Con el comienzo de la liberación de los territorios de Polonia y el fallo de la operación Tempestad del Armia Krajowa en 1944, el control de los territorios de Polonia pasó de las fuerzas de ocupación nazi alemanas a las del Ejército Rojo, y de este a los comunistas polacos, que ejercieron una decisiva influencia en el gobierno provisional.
El primer ministro de Polonia en el exilio, Stanisław Mikołajczyk, dimitió en 1944 y, junto con otros muchos polacos en el exilio, regresó a su patria, donde el Gobierno Provisional (Rząd Tymczasowy Rzeczypospolitej Polskiej; RTTP), había creado el Comité Nacional de Liberación, controlado por los comunistas desde Lublin. Este gobierno estaba dirigido por el socialista Edward Osóbka-Morawski, pero los comunistas tenían la mayoría de los puestos clave. Ambos gobiernos estuvieron bajo el control del Parlamento nacional controlado por los comunistas, el Krajowa Rada Narodowa; (KRN), y no fueron reconocidos por el cada vez más aislado gobierno en el exilio, que había formado su propio parlamento (Rada Jedności Narodowej; RJN). 
El nuevo Gobierno Provisional de Unidad Nacional, como se conoció al gobierno hasta las elecciones de 1947, se estableció el 28 de junio con Mikołajczyk como primer ministro. El principal rival del Partido Obrero Polaco fueron los veteranos de la Armia Krajowa, junto con el Partido Campesino Polaco (Polskie Stronnictwo Ludowe; PSL) de Mikołajczyk y los veteranos del ejército polaco que habían luchado en el oeste. Pero al mismo tiempo, los partidos de orientación soviética controlados por el Ejército rojo y las fuerzas de seguridad, consiguieron la mayor parte del poder, especialmente en el Partido Obrero Polaco, bajo el control de Władysław Gomułka y Bolesław Bierut.
Mikołajczyk y sus colegas en el gobierno polaco en el exilio insistieron en mantenerse en la defensa de las fronteras de Polonia anteriores a 1939 (al este de la línea Curzon y la región de Kresy) como base de la futura frontera polaco-soviética. Sin embargo esta posición no podía ser defendida en la práctica, Stalin ocupaba el territorio en cuestión, y había obtenido la promesa del control de dichas áreas por parte de Churchill y Roosevelt en 1943. El gobierno en el exilio rechazó aceptar las fronteras propuestas lo que enfureció a los aliados, particularmente a Churchill, haciendo que se vieran menos inclinados a oponerse a las intenciones de Stalin acerca de cómo debía estructurarse el nuevo gobierno de Polonia. Al final el gobierno en el exilio perdió en ambos sentidos, Stalin se anexó los territorios del este y tomó el control del nuevo gobierno de Polonia. Sin embargo, Polonia preservó su estatus de estado independiente, a pesar de las tesis de influyentes comunistas, como Wanda Wasilewska, a favor de que Polonia fuera una república de la Unión Soviética.
Stalin había prometido en la conferencia de Yalta que se celebrarían elecciones libres en Polonia. No obstante, los comunistas, guiados por Gomułka y Bierut, eran conscientes de la falta de apoyo en la sociedad polaca. A causa de ello, un referéndum celebrado en 1946, conocido como tres veces sí, se celebró en lugar de unas elecciones parlamentarias. El referéndum incluía tres preguntas muy generales y estaba orientado a confirmar la popularidad de los comunistas en Polonia. A causa de que los partidos más importantes de Polonia del momento carecían de listas y podían dar soporte a cualquier opción, el PSL de  Mikołajczyk decidió consultar a sus militantes la oposición a la abolición del senado, mientras que el bloque comunistas democrático apoyaba el "3 veces sí".
El referéndum mostró que los planes comunistas contaban con escaso apoyo, menos de un tercio de la población. Solo el fraude electoral les permitió ganar en la controlada encuesta. Siguiendo el resultado del referéndum, la economía polaca comenzó a ser nacionalizada.
Los comunistas consolidaron el poder gradualmente contra los derechos de las fuerzas opositoras, particularmente suprimiendo el partido líder de la oposición de Mikołajczyk. En algún caso, sus oponentes fueron sentenciados a muerte, entre ellos Witold Pilecki, el organizador de la resistencia de Auschwitz, y muchos líderes de la Armia Krajowa y del Consejo de Unidad Nacional. La oposición fue perseguida por medios administrativos, siendo muchos de sus miembros asesinados o forzados al exilio. Aunque la persecución inicial de estas organizaciones antinazis llevó a muchos partisanos a la huida, las acciones de  Służba Bezpieczeństwa, NKVD, y del Ejército Rojo, disminuyeron sus efectivos. En 1947 se promulgó una amnistía para la mayoría de los partisanos, las autoridades del partido comunista esperaban unas 12 000 personas que entregaría sus armas, pero fueron en torno a los 55.000.
En 1946, los partidos de derechas habían sido prohibidos. Se formó un Bloque Democrático, progubernamental, en 1947  que incluyó el predecesor Partido Obrero Polaco de los comunistas y sus aliados. En enero de 1947, la primera elección parlamentaria solo permitió candidatos opositores del PPP, que carecía de poder real gracias a la acción gubernamental. El candidato comunista obtuvo 417 de los 434 asientos del parlamento. Muchos miembros de los partidos de la oposición, incluido Mikołajczyk, abandonaron el país. Los gobiernos occidentales no protestaron, lo que llevó a muchos anticomunistas a hablar de una traición. En el mismo año, el nuevo legislativo creó la Pequeña Constitución de 1947, y en los dos siguientes años los comunistas aseguraron su control del poder monopolizando el poder político en Polonia bajo el Partido Obrero Unificado Polaco (PZPR), fusión del Partido Obrero Polaco y el Partido Socialista Polaco.
Otra fuerza política de Polonia, el viejo partido de Józef Piłsudski, el (Partido Socialista Polaco, Polska Partia Socjalistyczna; PPS), sufrió un desastre total al aplicarle los comunistas la táctica de desmembrar cualquier clase de oposición. Una facción, que incluía a Osóbka-Morawski, intentó reunir fuerzas con el PPS y formar una unidad contra los comunistas. Otra facción liderada por Józef Cyrankiewicz, argumentó que los socialistas debían defender a los comunistas en el desarrollo de un programa socialista, aunque se opusieran a la estrategia de un solo partido. Las hostilidades anteriores a la guerra continuaron y Mikołajczyk se opuso a formar un  partido de unidad frente a los socialistas. Los socialistas jugaron con estas divisiones desprendiéndose de Osóbka-Morawski y haciendo primer ministro a Cyrankiewicz primer ministro. En 1948 los socialistas y la facción socialista de Cyrankiewicz se unieron para formar el PZPR.
Mikołajczyk se vio forzado a abandonar el país, y Polonia se convirtió de facto en un Estado de partido único satélite de la Unión Soviética. Dos pequeños partidos, uno para agricultores (Partido Campesino Unificado, Zjednoczone Stronnictwo Ludowe) y otro para la inteligencia, (Partido Demócrata, Stronnictwo Demokratyczne), fueron permitidos. Había empezado el período de sovietización.

## El sistema político socialista

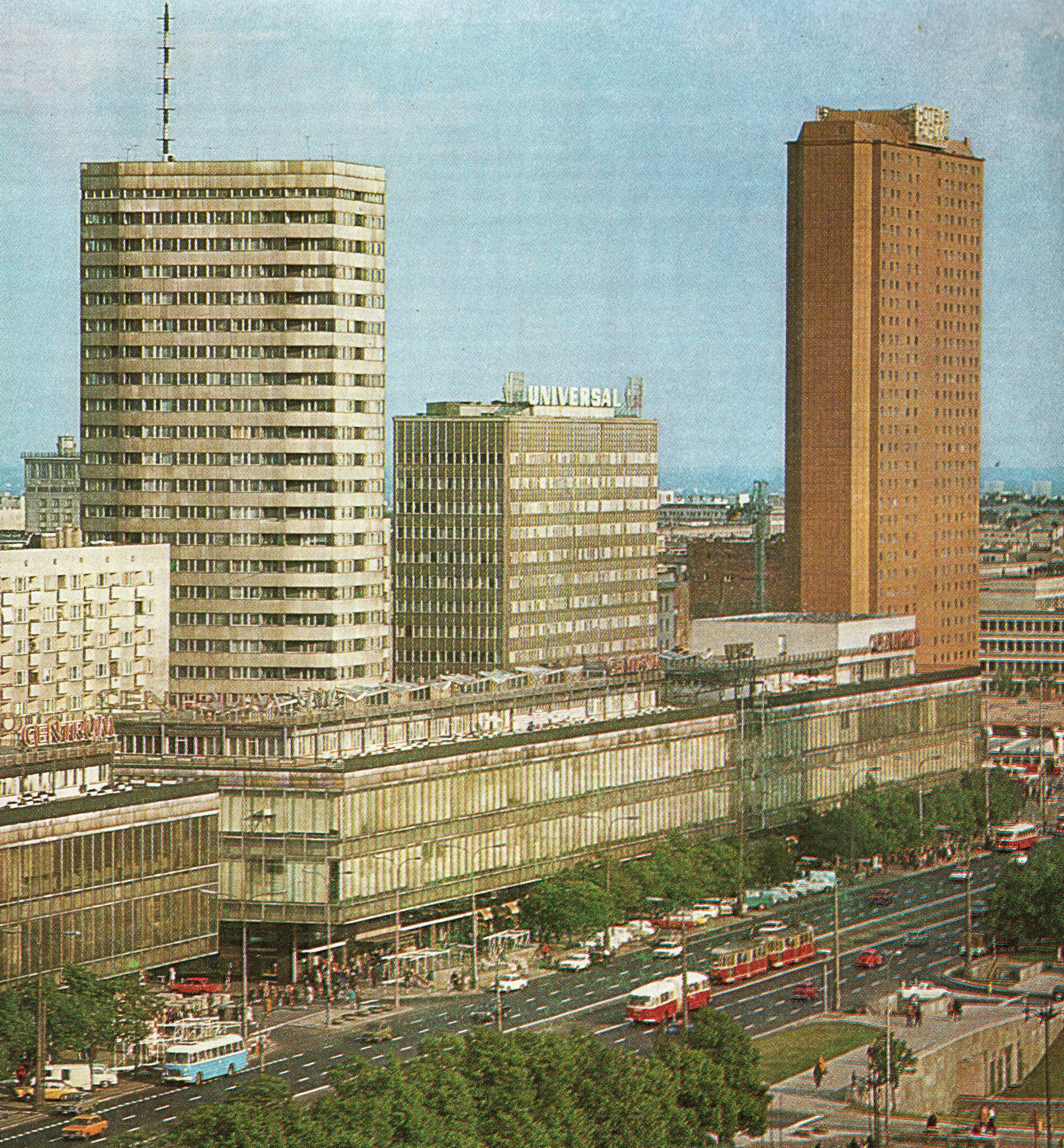
Polonia en 1970s

La República Popular de Polonia se autodefinía como un Estado socialista, y como tal tenía una serie de instituciones similares a las del resto de los países del campo socialista. Desde el referéndum del 30 de junio de 1946, existió en la República Popular de Polonia una única cámara legislativa, la Dieta, compuesta por 460 parlamentarios. La cámara era elegida en elecciones a partir de listas únicas presentadas por el Frente de Unidad Nacional, agrupación de partidos que englobaba al Partido Obrero Unificado de Polonia, al Partido Campesino Unificado y al Partido Demócrata.
El Frente de Unidad Nacional presentaba las listas a las comisiones electorales a través de sus comités regionales. La ley permitía que se presentasen más listas, aparte de las del Frente de Unidad Nacional, pero no era habitual. En las listas se presentaban más candidatos que puestos a ocupar, y los votantes tachaban los candidatos que rechazaban, votando al resto. Las elecciones se consideraban válidas cuando en ellas participaba la mitad o más de los electores de la circunscripción, nunca menos. Así mismo, los candidatos elegidos eran aquellos que sacaban más de un 50 % de votos válidos.
La Dieta elegía el Consejo de Estado, el Consejo de Ministros y la Cámara Suprema de Control. De la misma manera, podía revocar a todos los cargos previamente nombrados. Ningún órgano podía disolver la Dieta, constituyéndose ésta como el órgano superior del Estado. La Dieta se subdividía en 18 comisiones parlamentarias, encargadas cada una de un aspecto de la vida nacional.
Los diputados de la Dieta estaban obligados a responder ante los electores, de manera que celebraban con ellos reuniones periódicas, generalmente en los locales del Frente de Unidad Nacional, en las que les informaban y hablaban con ellos. También recibían a los electores, previa cita, determinados días y horas.
La Cámara Suprema de Control se encargaba, como su nombre indica, de ayudar a la Dieta a controlar a los restantes órganos del Estado.
El Consejo de Estado de la República Popular de Polonia era una jefatura de Estado colegiada formada por 17 miembros, todos ellos pertenecientes a la Dieta, que los nombraba y revocaba como miembros del Consejo. El Gobierno recaía en el Consejo de Ministros, que tenía amplias facultades pero estaba sujeto al control de la Dieta.
En la Constitución de la República Popular de Polonia de 1976 se mencionaba al Partido Obrero Unificado de Polonia como "la fuerza política dirigente de la sociedad en la edificación del socialismo". El Frente de Unidad Nacional se definía como "«plataforma común de la acción de las organizaciones sociales y agrupación patriótica de todos los ciudadanos independientemente a su afiliación política o de sus creencias, estando dirigido por el POUP. Esto daba al Partido Obrero Unificado de Polonia facultad para establecer líneas políticas generales a seguir por los órganos del Estado para el desarrollo socialista de la República Popular de Polonia.

## Relaciones exteriores

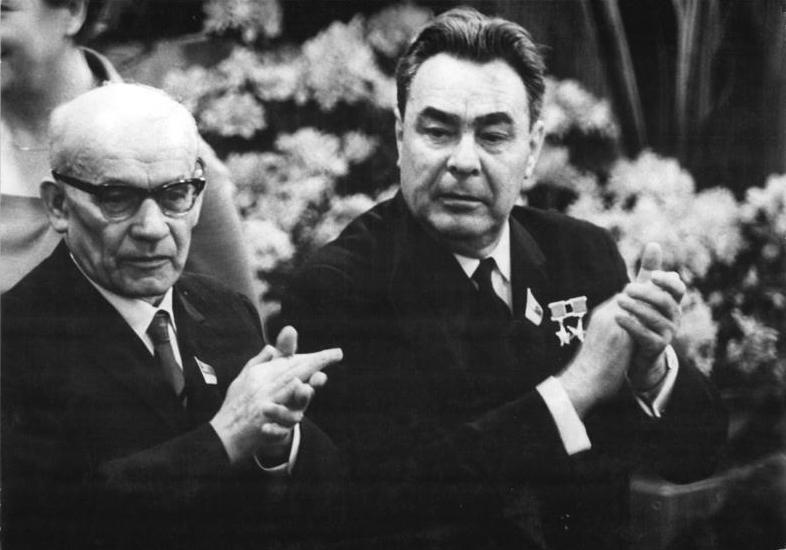
Władysław Gomułka y Leonid Brezhnev en Berlín Oriental durante 1967.

Durante su existencia, la República Popular de Polonia mantuvo relaciones no solo con la Unión Soviética, sino con varios estados comunistas de todo el mundo. También tenía relaciones amistosas con los Estados Unidos, el Reino Unido, Francia y el Bloque Occidental, así como con la República Popular China. En el apogeo de la Guerra Fría, Polonia intentó permanecer neutral en el conflicto entre los soviéticos y los estadounidenses. En particular, Edward Gierek buscó establecer a Polonia como mediador entre las dos potencias en la década de 1970. Tanto los presidentes estadounidenses como los secretarios generales o líderes soviéticos visitaron la Polonia comunista.
Bajo la presión de la URSS, Polonia participó en la invasión de Checoslovaquia en 1968. Las relaciones de Polonia con Israel estaban en un nivel aceptable después del Holocausto. En 1947, Polonia votó a favor del Plan de Partición de Palestina de las Naciones Unidas, lo que condujo al reconocimiento de Israel por parte de la Polonia comunista el 19 de mayo de 1948. 
Sin embargo, durante la Guerra de los Seis Días, rompió relaciones diplomáticas con Israel en junio de 1967 y apoyó  la Organización para la Liberación de Palestina que reconoció el Estado de Palestina el 14 de diciembre de 1988. En 1989, Polonia restableció las relaciones con Israel.
La República Popular de Polonia participó como miembro de la ONU, la Organización Mundial del Comercio, el Pacto de Varsovia, Comecon, la Agencia Internacional de Energía, el Consejo de Europa, la Organización para la Seguridad y la Cooperación en Europa, la Agencia Internacional de Energía Atómica e Interkosmos.

## Educación

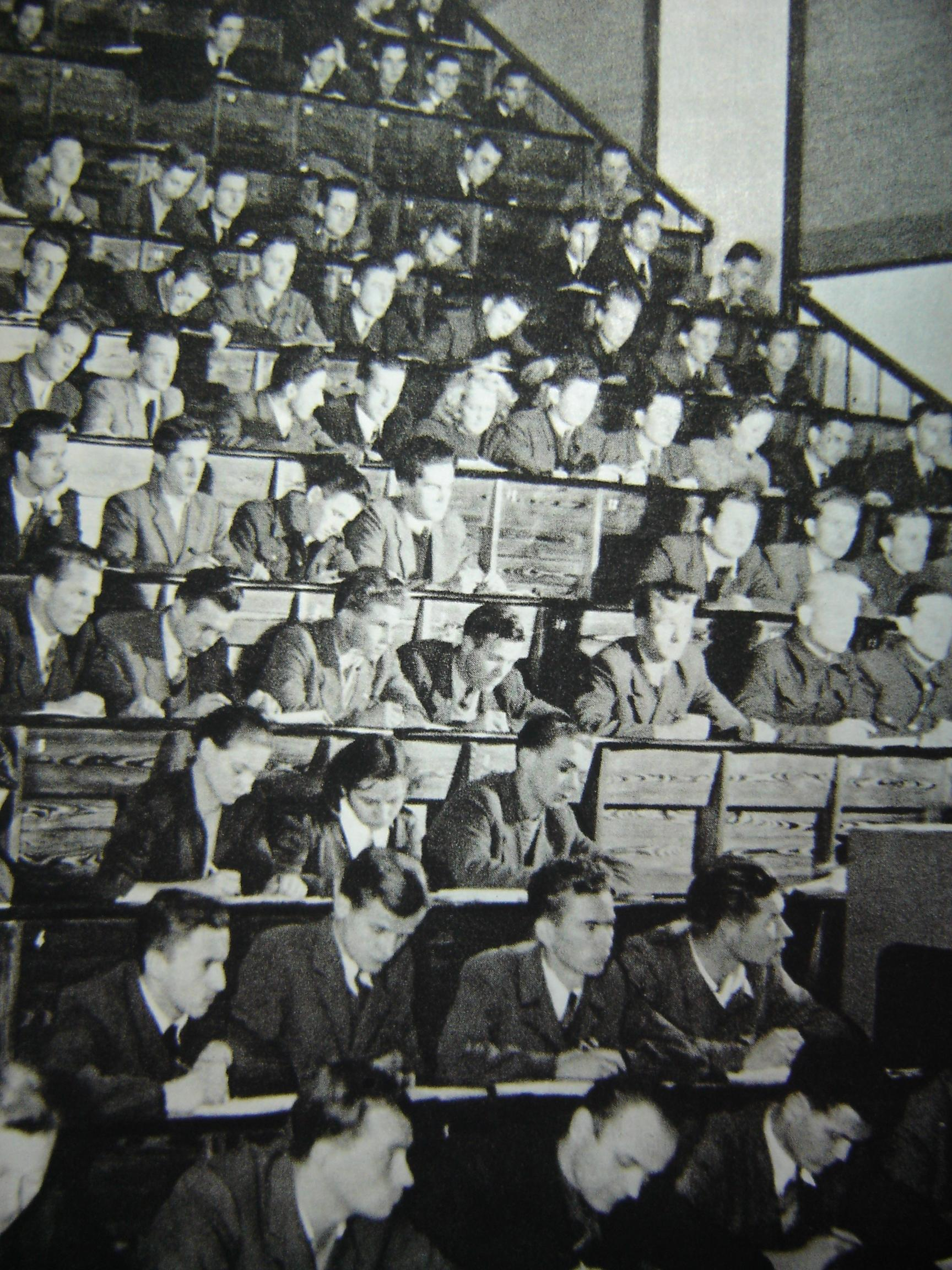
Universitarios polacos durante una conferencia en 1964.

Las autoridades comunistas pusieron énfasis en la educación ya que consideraban vital crear una nueva intelectualidad o una clase educada que aceptara y favoreciera las ideas socialistas sobre el capitalismo para mantener a los comunistas en el poder durante un largo período.
Antes de la Segunda Guerra Mundial, la educación en la Segunda República Polaca capitalista (1918-1939) tenía muchas limitaciones y no estaba disponible para todos, aunque bajo la Reforma de Jędrzejewicz de 1932, la escuela primaria se hizo obligatoria. Además, el sistema educativo de antes de la guerra estaba en desorden; muchas instalaciones educativas eran mucho más accesibles en el oeste y el centro de Polonia que en el este rural (Kresy), particularmente en la región de Polesie donde había una escuela grande por cada 100 kilómetros cuadrados (39 millas cuadradas). Las escuelas también necesitaban desesperadamente personal, tutores y maestros antes de 1939.
Después de las elecciones legislativas polacas de 1947, los comunistas tomaron el control total de la educación en la recién formada República Popular de Polonia. Todas las escuelas privadas fueron nacionalizadas, las materias que pudieran cuestionar la ideología socialista (economía, finanzas) fueron supervisadas o ajustadas y los estudios religiosos fueron completamente eliminados del plan de estudios (secularización).

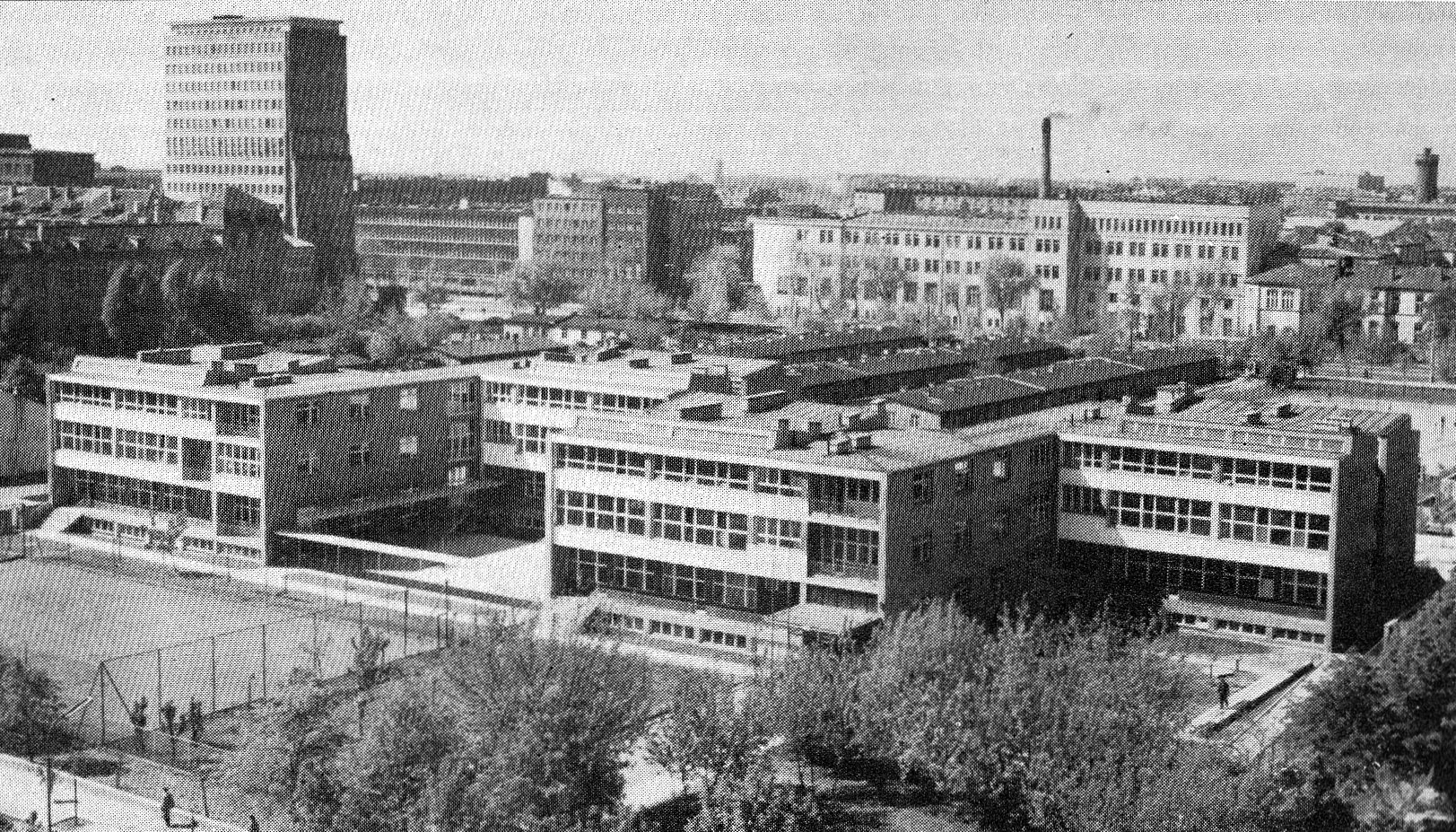
Una de las muchas escuelas construidas en el centro de Varsovia en la década de 1960.

La educación primaria, secundaria, terciaria, profesional y superior se hizo gratuita. La asistencia creció gradualmente, lo que puso fin al analfabetismo en las zonas rurales. El gobierno comunista también introdujo nuevos contenidos benéficos en el sistema;  se hicieron cumplir los deportes y la educación física y se animó a los estudiantes a aprender idiomas extranjeros, especialmente alemán, ruso o francés y, a partir de la década de 1980, también inglés. El 15 de julio de 1961, se hizo obligatoria la educación vocacional de dos años para aumentar el número de trabajadores calificados y la edad mínima de graduación se elevó a 15 años. Además, se establecieron escuelas especiales para sordos, mudos y niños ciegos. Tales instituciones para discapacitados eran casi inexistentes en la Segunda República Polaca.  Durante la década de 1960, se fundaron miles de escuelas modernas.
El número de universidades casi se duplicó entre 1938 y 1963. Las facultades de medicina, agricultura, economía, ingeniería y deportes se convirtieron en colegios separados, bajo un modelo comunista universal utilizado en otros países del Bloque del Este. Las facultades teológicas se consideraron innecesarias o potencialmente peligrosas y, por lo tanto, se eliminaron de las universidades estatales. Filosofía también fue visto como superfluo. Para fortalecer la economía polaca de la posguerra, el gobierno creó muchas facultades de trabajo común en todo el país, que incluyen lechería, pesca, sastrería, química y mecánica para lograr una mejor producción económica junto con la eficiencia. Sin embargo, en 1980, el número de graduados de escuelas primarias y secundarias era tan alto que se introdujeron cuotas de admisión a las universidades.

## Economía

### Primeros años

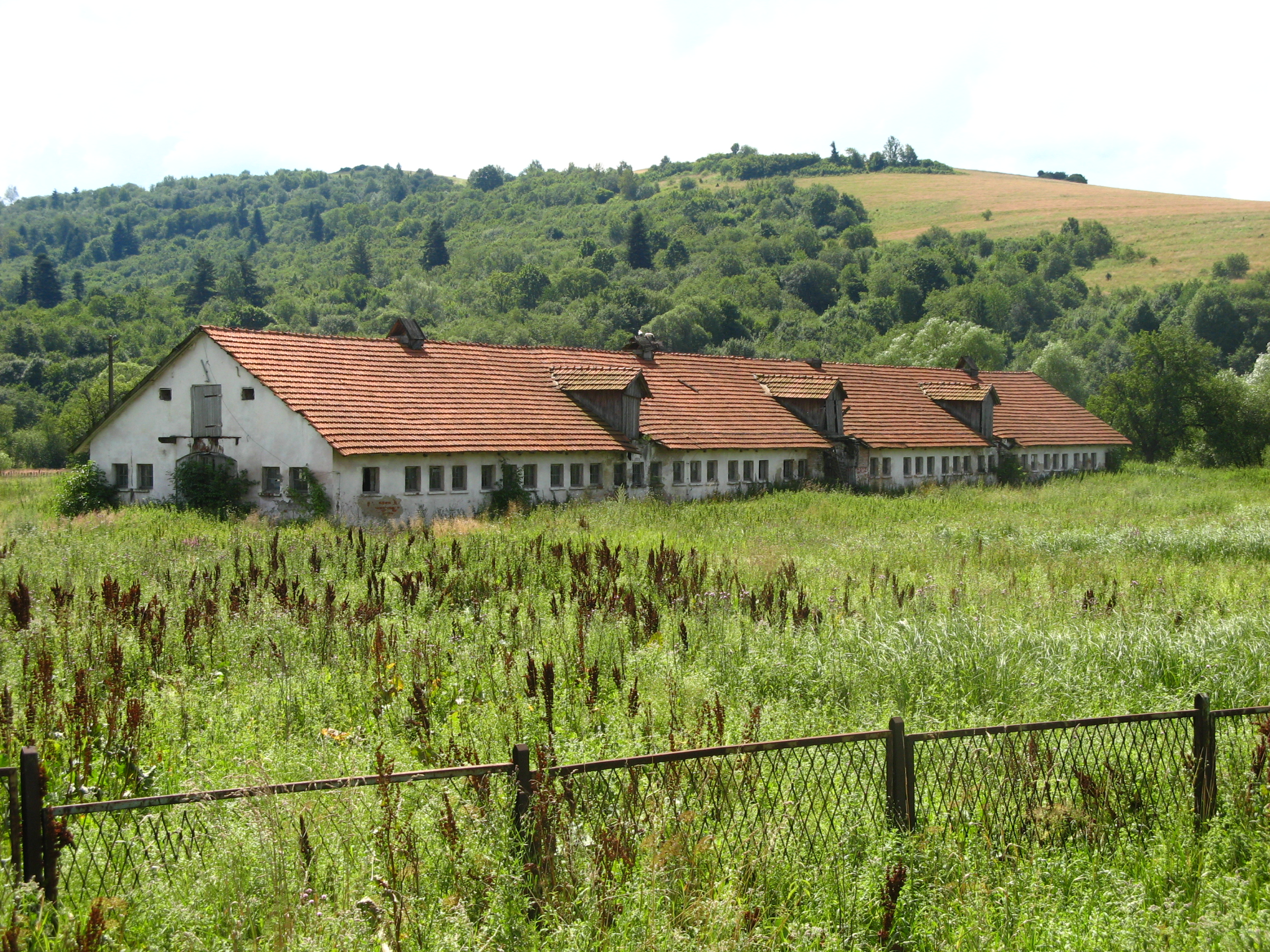
Una granja agrícola estatal abandonada en el sureste de Polonia. Las granjas estatales eran una forma de agricultura colectiva creada en 1949.

Polonia sufrió enormes pérdidas económicas durante la Segunda Guerra Mundial.  En 1939, Polonia tenía 35.1 millones de habitantes, pero el censo del 14 de febrero de 1946 arrojaba solo 23.9 millones de habitantes. La diferencia se debió en parte a la revisión de la frontera.  Las pérdidas en recursos nacionales e infraestructura ascendieron a aproximadamente el 38%.  La ejecución de las inmensas tareas que implicaba la reconstrucción del país estuvo entrelazada con la lucha del nuevo gobierno por la estabilización del poder, dificultada aún más por el hecho de que una parte considerable de la sociedad desconfiaba del gobierno comunista.  La ocupación de Polonia por el Ejército Rojo y el apoyo que la Unión Soviética había mostrado a los comunistas polacos fue decisivo para que los comunistas tomaran la delantera en el nuevo gobierno polaco. 

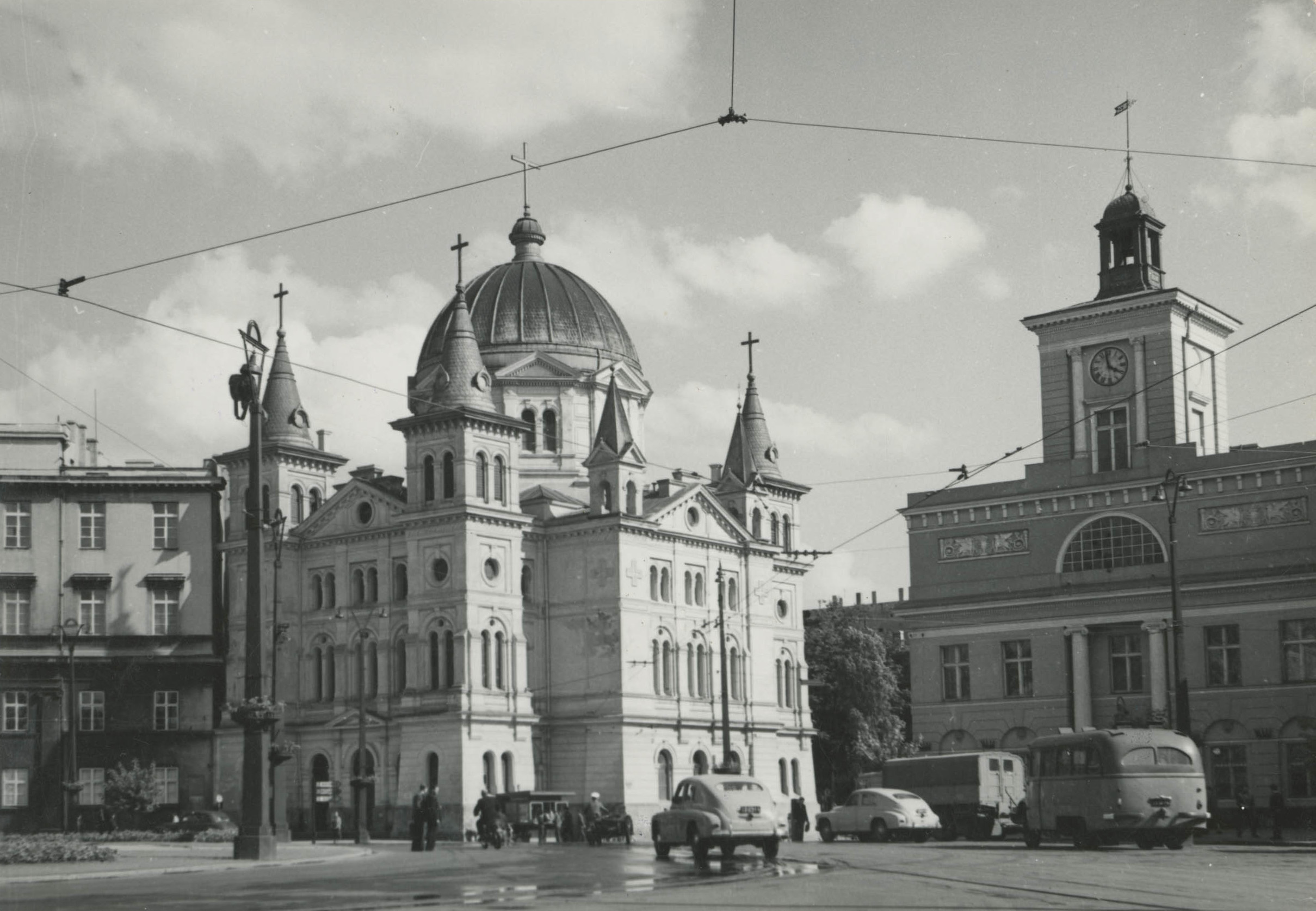
Łódź fue la ciudad más grande de Polonia después de la destrucción de Varsovia durante la Segunda Guerra Mundial. También fue un importante centro industrial en Europa y sirvió como capital temporal debido a su importancia económica en la década de 1940.

A medida que el control de los territorios polacos pasó de las fuerzas de ocupación de la Alemania nazi a las posteriores fuerzas de ocupación de la Unión Soviética, y de la Unión Soviética al gobierno satélite títere impuesto por los soviéticos, el nuevo sistema económico de Polonia se impuso por la fuerza y comenzó a moverse hacia una economía radical, comunista planificación central.  Uno de los primeros pasos importantes en esa dirección involucró la reforma agrícola emitida por el gobierno del Comité Polaco de Liberación Nacional el 6 de septiembre de 1944. Todas las propiedades de más de 0,5 km2  en los territorios polacos de antes de la guerra y más de 1 km2 en los antiguos territorios alemanes fueron nacionalizados sin compensación.  En total, se nacionalizaron 31.000 km de tierra en Polonia y 5 millones en los antiguos territorios alemanes, de los cuales 12.000 km se redistribuyeron a los agricultores y el resto permaneció en manos del gobierno (La mayor parte de esto finalmente se usó en la colectivización y la creación de sóvjos). 
Sin embargo, la colectivización de la agricultura polaca nunca alcanzó el mismo grado que en la Unión Soviética u otros países del Bloque del Este.

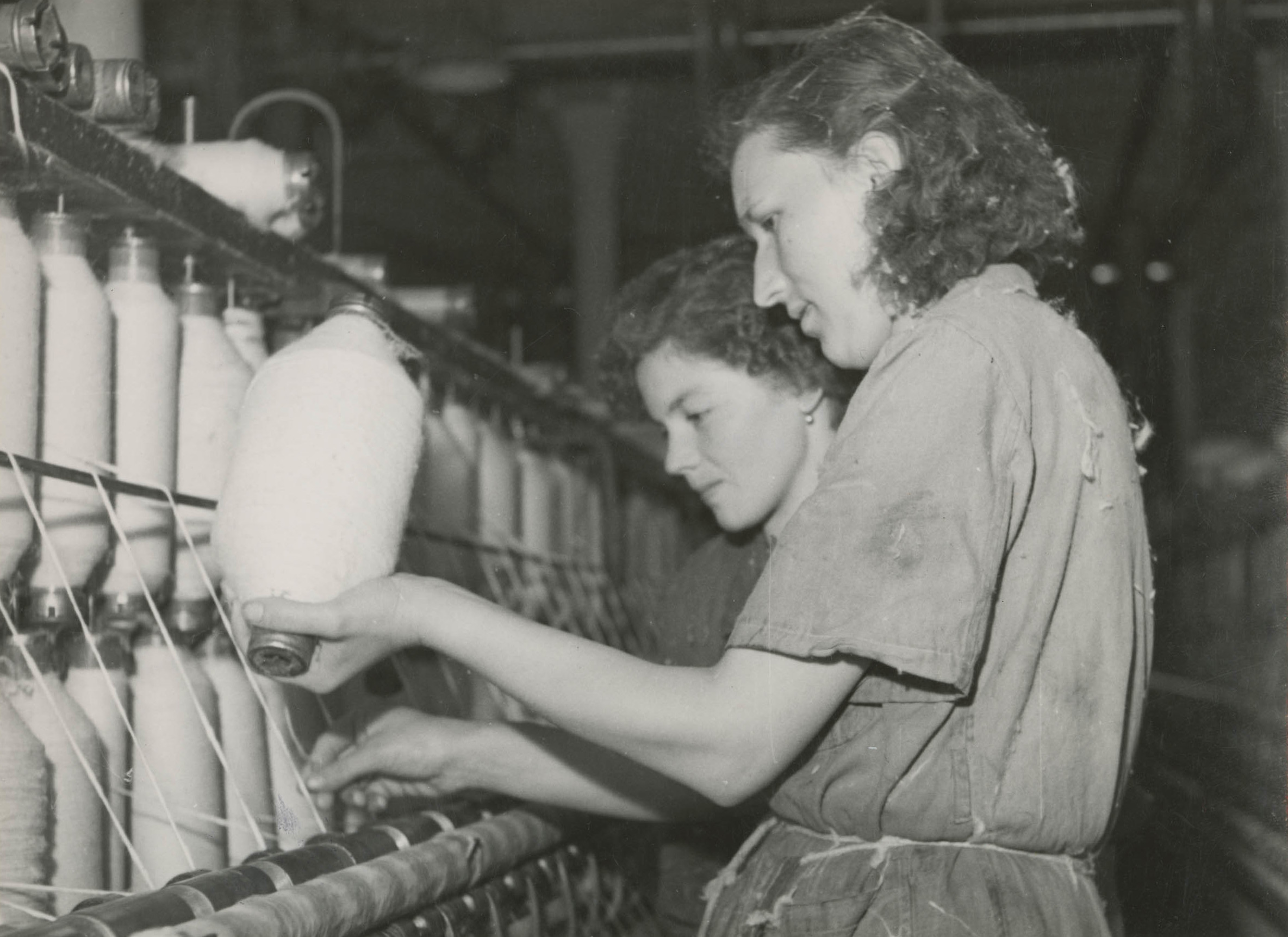
Obrera textil en una fábrica de Łódź en 1950

La nacionalización comenzó en 1944, cuando el gobierno prosoviético se hizo cargo de las industrias en los territorios recién adquiridos junto con el resto del país.  Como la nacionalización era impopular, los comunistas retrasaron la reforma de nacionalización hasta 1946, cuando después del referéndum estaban bastante seguros de que tenían el control total del estado y podría asestar un duro golpe a eventuales protestas públicas. Algunas nacionalizaciones semioficiales de varias empresas privadas también habían comenzado en 1944. En 1946, todas las empresas con más de 50 empleados fueron nacionalizadas, sin compensación para los propietarios polacos.
El castigo aliado de Alemania por la guerra de destrucción tenía la intención de incluir reparaciones a gran escala a Polonia.  Sin embargo, estos quedaron truncados hasta la insignificancia por la división de Alemania en Oriente y Occidente y el inicio de la Guerra Fría.  Polonia luego fue relegada a recibir su parte de la Alemania Oriental controlada por los soviéticos.  Sin embargo, incluso esto se atenuó, ya que los soviéticos presionaron al gobierno polaco para que dejara de recibir las reparaciones mucho antes de lo previsto como señal de 'amistad' entre los dos nuevos vecinos comunistas y, por lo tanto, ahora amigos. Así, sin las reparaciones y sin el Plan Marshall masivo implementado en Occidente en ese momento, la recuperación de la posguerra de Polonia fue mucho más difícil de lo que podría haber sido.

### Últimos años

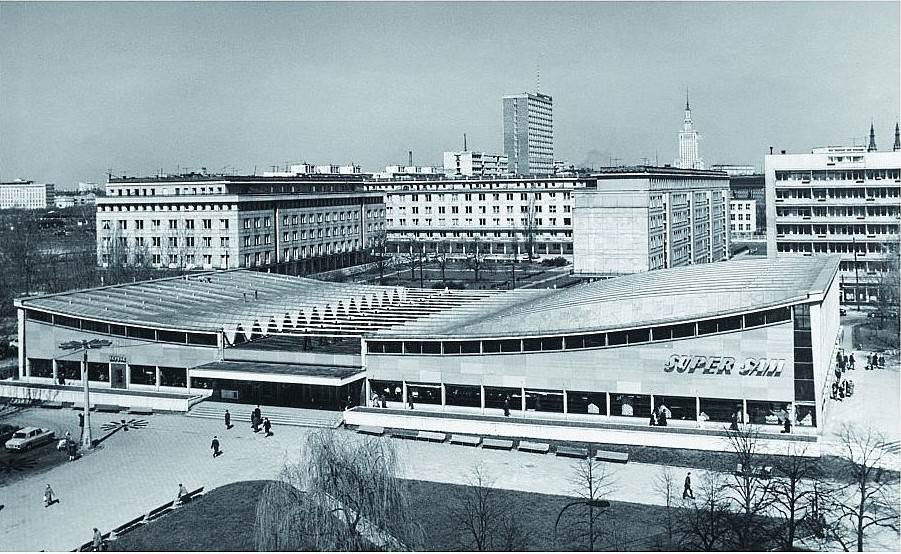
Supersam Varsovia, el primer centro comercial de autoservicio en Polonia, 1969

Durante el mandato de Gierek, Polonia pidió prestadas grandes sumas de acreedores occidentales a cambio de la promesa de reformas sociales y económicas. Ninguno de estos ha sido entregado debido a la resistencia de los líderes comunistas de línea dura, ya que cualquier reforma verdadera requeriría abandonar efectivamente la economía marxiana con planificación central, empresas estatales y precios controlados por el estado y  comercio. Después de que Occidente se negara a otorgar a Polonia más  préstamos, el nivel de vida comenzó a caer drásticamente nuevamente cuando el suministro de bienes importados se agotó y Polonia se vio obligada a exportar todo lo que pudo, en particular alimentos y carbón, para pagar su enorme deuda, que alcanzaría los 23 000 millones de dólares EE. UU. 1980.
En 1981, Polonia notificó al Club de París (un grupo de bancos centrales de Europa Occidental) sobre su insolvencia y entre 1989 y 1991 se completaron una serie de negociaciones para pagar su deuda externa.
El partido se vio obligado a subir los precios, lo que condujo a más disturbios sociales a gran escala y la formación del movimiento Solidaridad.  Durante los años de Solidaridad y la imposición de la Ley marcial en Polonia, Polonia entró en una década de crisis económica, reconocida oficialmente como tal incluso por el régimen. El racionamiento y las colas se convirtieron en una forma de vida, con cartilla de racionamientos (Kartki) necesarias para comprar incluso productos básicos de consumo como la leche y el azúcar. Acceso a los artículos de lujo occidentales se volvieron aún más restringidos, ya que los gobiernos occidentales aplicaron sanción económica para expresar su descontento con la represión gubernamental de la oposición, mientras que al mismo tiempo el gobierno tuvo que utilizar la mayoría  de la moneda extranjera que podría obtener para pagar las tasas aplastantes de su deuda externa.

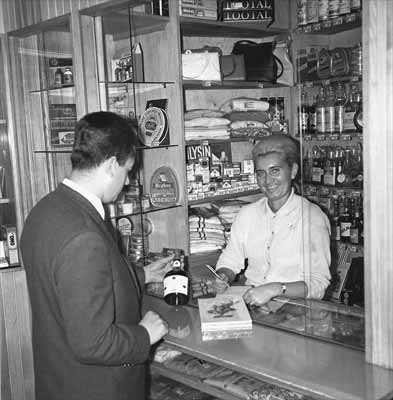
Pewex, una cadena de tiendas de moneda fuerte que vendían productos y artículos occidentales imposibles de obtener

En respuesta a esta situación, el gobierno, que controlaba todo el comercio exterior oficial, continuó manteniendo un tipo de cambio altamente artificial con las monedas occidentales.  El tipo de cambio empeoró las distorsiones en la economía en todos los niveles, dando como resultado un creciente mercado negro y el desarrollo de una economía de escasez. La única forma en que una persona podía comprar la mayoría de los productos occidentales era utilizar monedas occidentales, en particular  el Dólar estadounidense, que en efecto se convirtió en una moneda paralela. 
Sin embargo, no podía cambiarse simplemente en los bancos oficiales por zlotys, ya que el tipo de cambio del gobierno infravaloraba el dólar y restringía fuertemente la cantidad que podía cambiarse, por lo que la única forma práctica de obtener  era de remesas o trabajo fuera del país.  Como resultado, surgió toda una industria ilegal de cambistas callejeros. Los llamados Cinkciarze dieron a los clientes mucho más que el tipo de cambio oficial y se enriquecieron gracias a su oportunismo, aunque a riesgo de ser castigados, generalmente disminuidos por el soborno a gran escala de la Milicia.
A medida que la moneda occidental llegaba al país de familias emigrantes y trabajadores extranjeros, el gobierno, a su vez, intentaba reunirla por varios medios, más visiblemente mediante el establecimiento de una cadena de empresas estatales Pewex y Baltona   tiendas en todas las ciudades polacas, donde los productos solo se podían comprar con moneda fuerte.  Incluso introdujo su propia moneda estadounidense ersatz (bony PeKaO en polaco). Esto fue paralelo a las prácticas financieras en Alemania Oriental  sus propios sellos de racionamiento al mismo tiempo. La tendencia condujo a una situación poco saludable en la que el principal determinante del estatus económico era el acceso a divisas fuertes.  Esta situación era incompatible con los ideales restantes del socialismo, que pronto fueron completamente abandonados a nivel comunitario.

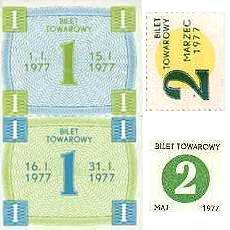
Cartas de racionamiento para azúcar, 1977

En esta situación desesperada, todo el desarrollo y crecimiento de la economía polaca se desaceleró a paso de tortuga.  Más visiblemente, se detuvo el trabajo en la mayoría de los principales proyectos de inversión que habían comenzado en la década de 1970.  Como resultado, la mayoría de las ciudades polacas adquirieron al menos un ejemplo infame de un gran edificio sin terminar que languidecía en un estado de limbo.  Si bien algunos de estos finalmente se terminaron décadas después, la mayoría, como el Szkieletor rascacielos en Cracovia, nunca se terminaron en absoluto, desperdiciando los considerables recursos dedicados a su construcción.  La inversión polaca en infraestructura económica y desarrollo tecnológico cayó rápidamente, asegurando que el país perdiera el terreno que había ganado en relación con las economías de Europa occidental en la década de 1970.  Para escapar de las constantes presiones económicas y políticas durante estos años, y la sensación general de desesperanza, muchos proveedores de ingresos familiares viajaron por trabajo a Europa Occidental, particularmente a Alemania Occidental ("Wyjazd na saksy"). Durante la  era, cientos de miles de polacos abandonaron el país de forma permanente y se establecieron en Occidente, pocos de ellos regresaron a Polonia incluso después del fin del socialismo en Polonia.  Decenas de miles más se fueron a trabajar a países que podían ofrecerles salarios en moneda fuerte, en particular Libia e Irak.

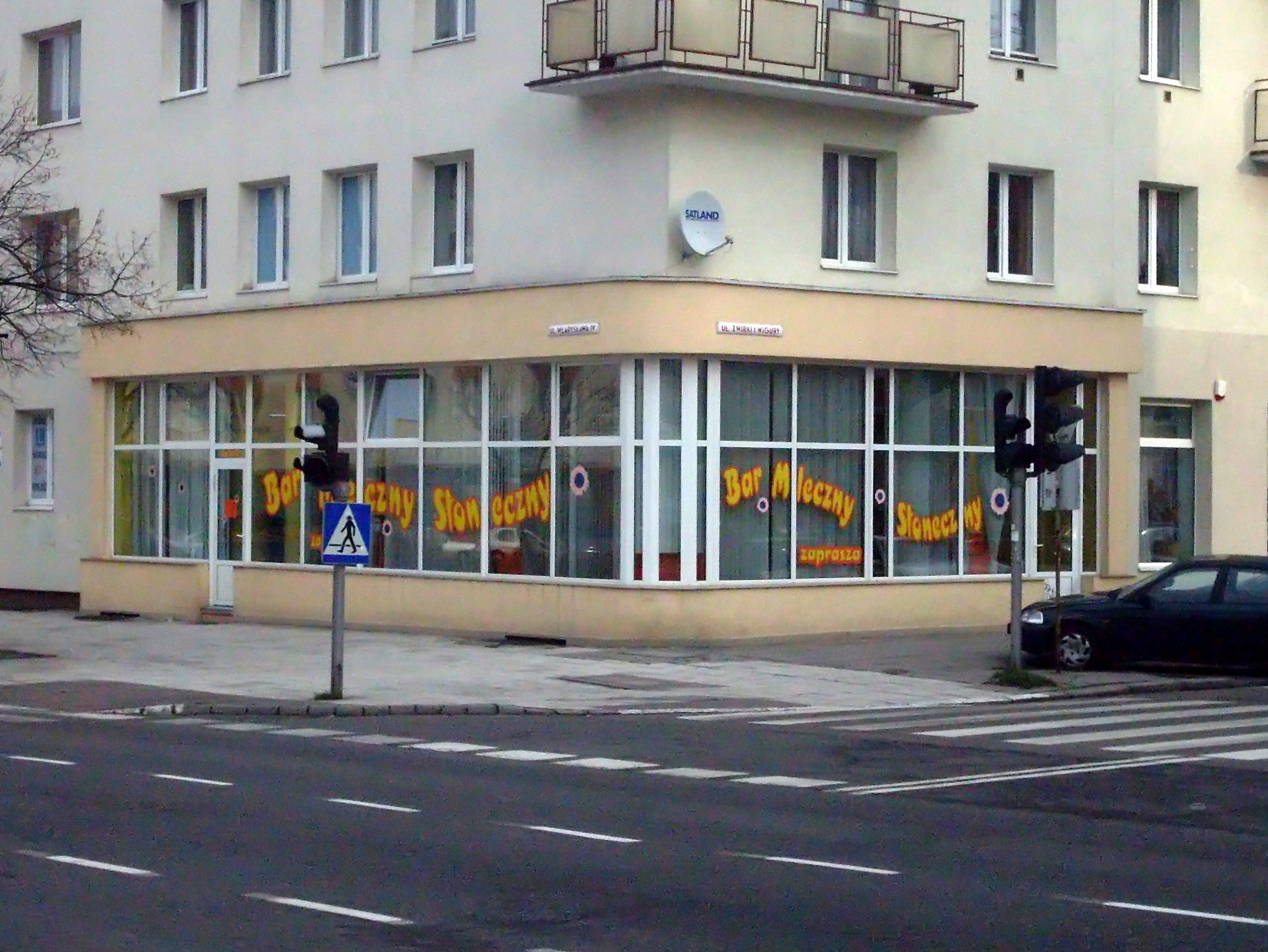
Bar mleczny, un antiguo bar de leche en Gdynia. Estas cantinas ofrecían comidas valiosas a los ciudadanos de toda la Polonia comunista.

Después de varios años de que la situación continuara empeorando, tiempo durante el cual el gobierno socialista intentó sin éxito varios recursos para mejorar el desempeño de la economía—en un punto recurriendo a colocar comisarios militares para dirigir el trabajo en las fábricas—de mala gana  aceptaron las presiones para liberalizar la economía.  El gobierno introdujo una serie de reformas a pequeña escala, como permitir que funcionen más empresas privadas a pequeña escala parecida como con la NEP. Sin embargo, el gobierno también se dio cuenta de que carecía de legitimidad para llevar a cabo reformas a gran escala, lo que inevitablemente causaría trastornos sociales a gran escala y dificultades económicas para la mayoría de la población, acostumbrada a la extensa red de seguridad social que  el sistema socialista había proporcionado. Por ejemplo, cuando el gobierno propuso cerrar el Astillero de Gdańsk, una decisión en cierto modo justificable desde un punto de vista económico pero también en gran medida político, hubo una ola de indignación pública y el gobierno se vio obligado a dar marcha atrás.
La única forma de llevar a cabo tales cambios sin agitación social sería adquirir al menos algún apoyo del lado de la oposición. El gobierno aceptó la idea de que sería necesario algún tipo de acuerdo con la oposición, e intentó repetidamente encontrar puntos en común a lo largo de la década de 1980. Sin embargo, en este punto, los comunistas en general todavía creían que deberían retener las riendas del poder en el futuro cercano, y solo permitieron a la oposición una participación limitada y consultiva en el gobierno del país. Creían que esto sería esencial para pacificar a la Unión Soviética, que sentían que aún no estaba lista para aceptar una Polonia no comunista.

## Militar

### Segunda Guerra Mundial

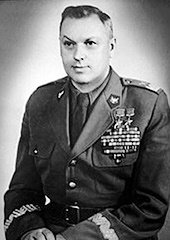
Konstantín Rokossovski, fotografiado con un uniforme polaco, fue Mariscal de la Unión Soviética y Mariscal de Polonia hasta que fue depuesto durante la Octubre polaco en 1956.

El Ejército Popular Polaco (EPP) se formó inicialmente durante la Segunda Guerra Mundial como la Primera División de Infantería polaca Tadeusz Kościuszko, pero más comúnmente conocido como el Ejército de Berlín.  Casi la mitad de los soldados y reclutas del Ejército Popular Polaco eran soviéticos. En marzo de 1945, los oficiales del Ejército Rojo representaban aproximadamente el 52% de todo el cuerpo (15.492 de 29.372).  Alrededor de 4600 de ellos permanecieron en julio de 1946.
No fue la única formación polaca que luchó en el lado aliado, ni la primera en el este, aunque la primera fuerza polaca formada en la URSS, el Ejército de Anders, se había trasladado en ese momento a Irán.  Las fuerzas polacas pronto crecieron más allá de la 1.ª División en dos comandos principales: el Primer Ejército Polaco comandado por Zygmunt Berling, y  el Segundo Ejército polaco encabezado por Karol Świerczewski.  El Primer Ejército polaco participó en la Ofensiva del Vístula-Óder y la Batalla de Kolberg (1945) antes de tomar parte en su ofensiva final con la Batalla de Berlín.

### Después de la guerra
Durante finales de la década de 1940 y principios de la de 1950, el ejército polaco estuvo bajo el mando del Mariscal de la Unión Soviética Konstantin Rokossovsky, nacido en Polonia, a quien se le dio intencionalmente el título de "Mariscal de Polonia" y  también fue Ministro de Defensa Nacional. Estaba fuertemente ligado a las estructuras militares soviéticas y tenía la intención de aumentar la influencia soviética como así como el control sobre las unidades polacas en caso de guerra.  Este proceso, sin embargo, se detuvo después del Octubre polaco en 1956. Rokossovsky, visto como títere soviético, fue excluido del Partido Obrero Unificado Polaco y expulsado de vuelta a la Unión Soviética donde permaneció como un héroe hasta la muerte.

## Nostalgia

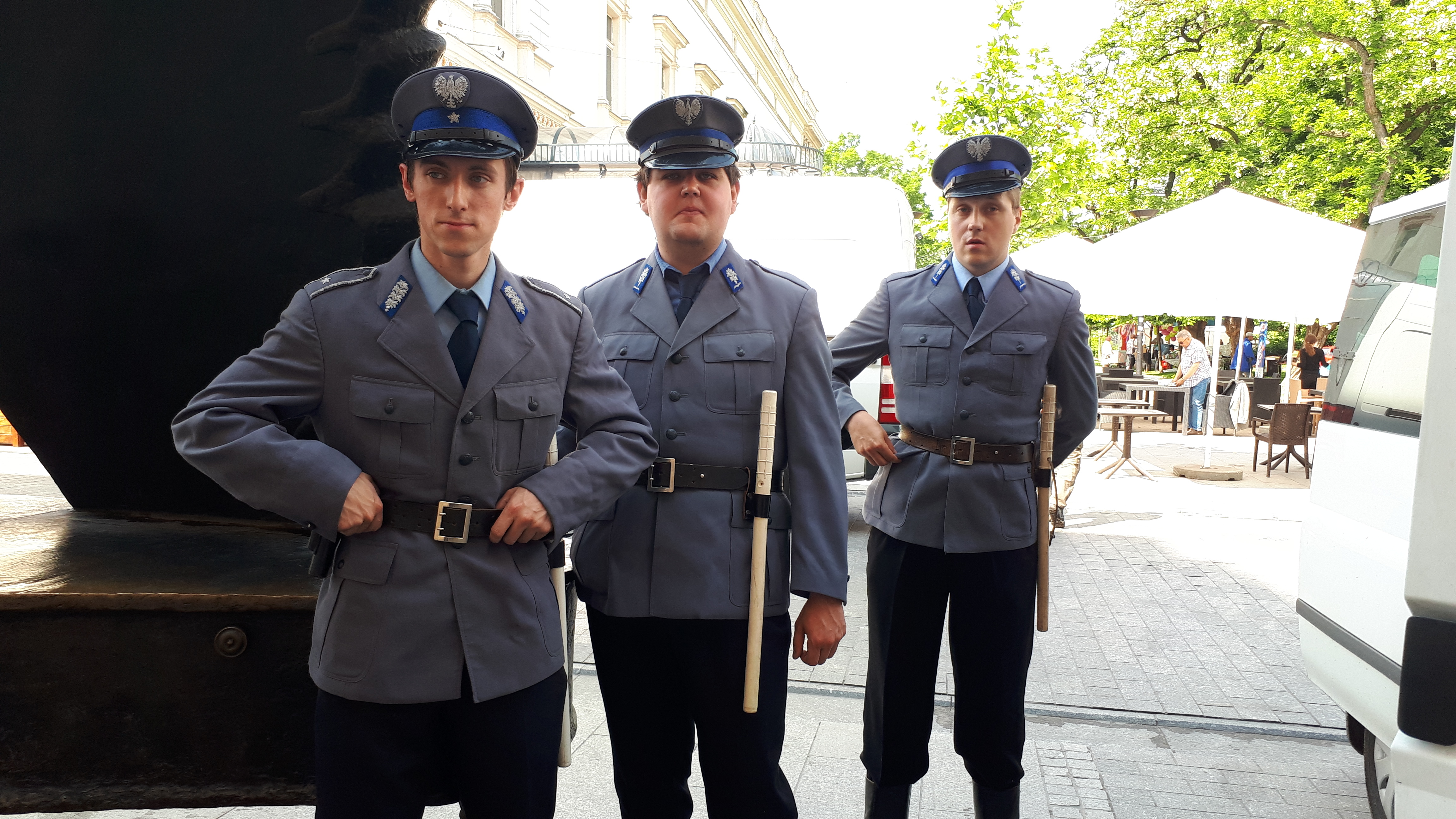
Civiles polacos vestidos con el antiguo uniforme policial de la República Popular de Polonia.

Se conoce como la nostalgia por la República Popular de Polonia, al sentimiento nostálgico hacia al antiguo gobierno comunista, desde la educación, sus valores, su música y su cultura. Dicho sentimiento es más prominente en la gente mayor y jubilada.